# جون كيهو
جون كيهو هو سياسي كندي، ولد في 20 أكتوبر 1934 في غاتينو في كندا. حزبياً، نشط في حزب كيبيك الليبرالي. وقد انتخب عضو الجمعية الوطنية في كيبك ‏ (1981 – 1994).